# Cmentarz żydowski w Gorzowie Wielkopolskim
Cmentarz żydowski w Gorzowie Wielkopolskim – znajduje się przy ul. Słonecznej 57. Został założony w XVIII wieku. Ostatni znany pochówek odbył się w 1936 roku. Na powierzchni 0,72 ha zachowało się około 70 nagrobków, w tym wiele zabytkowych. Nagrobki posiadają inskrypcje w języku jidysz i niemieckim.
Cmentarz okala kamienny mur z połowy XIX w.